# Wilhelm I. (Jülich, Graf)
Wilhelm I. von Jülich  war Graf von Jülich und Sohn von Gerhard II. Er lässt sich von 1124 bis 1176 in den Quellen nachweisen.

## Leben
Wilhelm urkundete seit 1124 mit seinem Vater. Sein Bruder Gerhard III. war vermutlich älter als er. Sein Sohn Wilhelm II. folgte ihm nach.